# دهه ۱۰۷۰ (میلادی)
دهه ۱۰۷۰ صد و هفتمین دهه تقویم میلادی است.

## درگذشتگان
‎